# Мкртум Ховнатаньян
Мкртум Ховнатаньян (вірм. Մկրտում Հովնաթանյան, 1779—1845) — живописець, представник відомої вірменської династії Ховнатаньян, син Ховнатана Ховнатаньяна, жив та працював в Тбілісі.
Мкртум навчався живопису у свого батька. Як і батько, він мав студію де навчав учнів з числа грузинської та вірменської молоді.

## Біографія
Народившись в сім'ї відомих вірменських живописців, продовжив традицію, розпочату ще його прадідом, Нагашем Ховнатаном, більш ніж за 100 років до того. Разом зі своїм батьком, Ховнатаном Ховнатаньяном, він брав участь в реставрації розписів Ечміадзинського собору, зроблених в свій час його прадідом.
Крім творів релігійної тематики, з-під пера Мкртума вийшли майстерно написані портрети тогочасних можновладців та військових діячів. Деякі з цих творів зараз зберігаються в Національній галереї Вірменії та в монастирі Ечміадзину.
Проживши 66 років, Мкртум Ховнатаньян, помер в Тифлісі, де й був похований в Вірменському Пантеоні Ходживанка, на Авлабарі.